# Alfred Oberdorfer

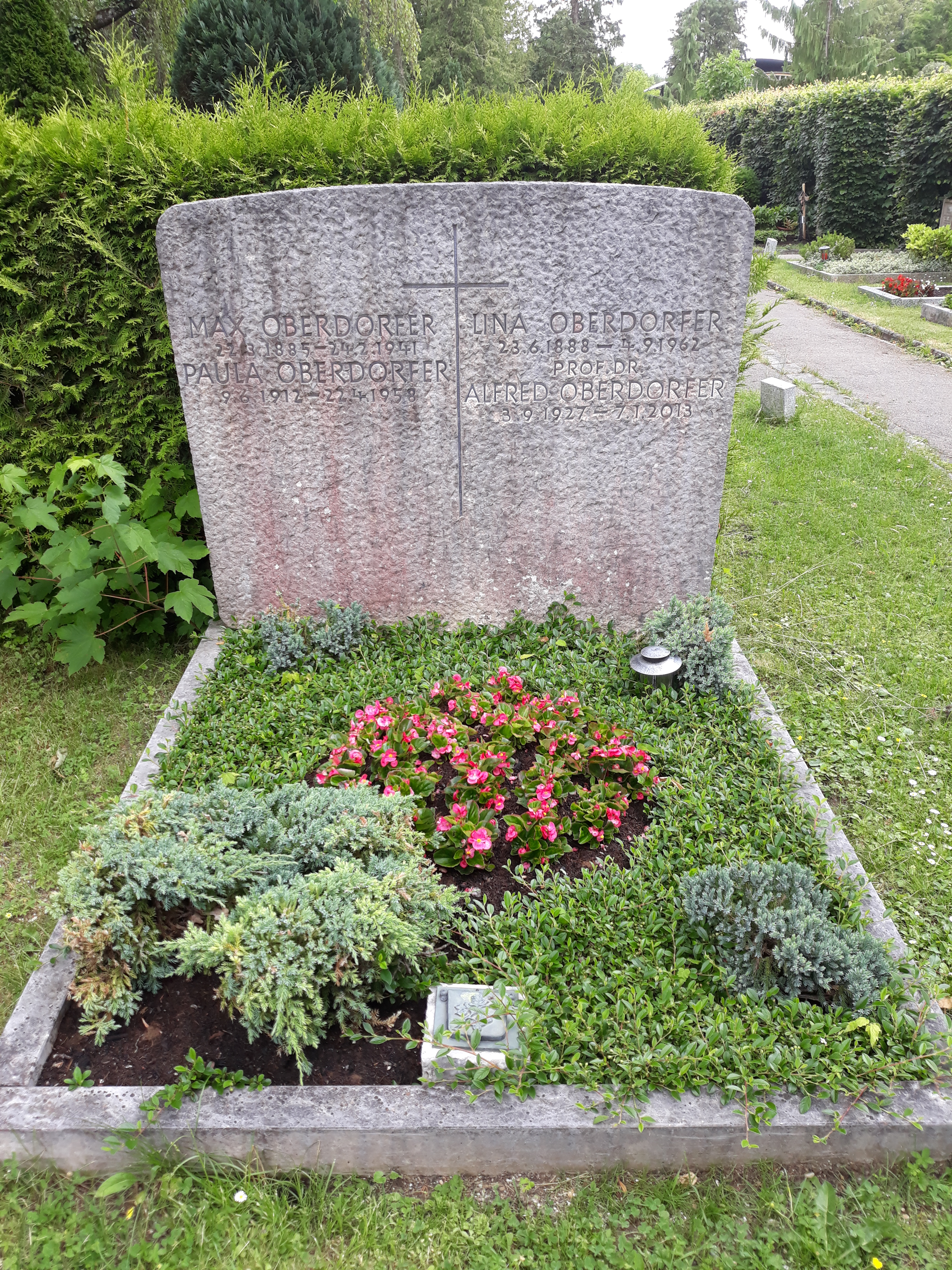
Das Grab von Albert Oberdorfer im Familiengrab auf dem Friedhof Gräfelfing

Alfred Oberdorfer (* 3. September 1927 in Ingolstadt; † 7. Januar 2013 in Gräfelfing) war ein deutscher Mediziner.

## Werdegang
Oberdorfer studierte Medizin an der Universität München. 1960 wurde er leitender Arzt des zentralen klinisch-chemischen Instituts des Städtischen Krankenhauses rechts der Isar in München. 1968 habilitierte er sich und wurde 1970 der erste Inhaber des Lehrstuhls für Klinische Chemie und Pathobiochemie an der Technischen Universität München. Von 1979 bis 1981 war er kommissarischer Ärztlicher Direktor des Klinikums rechts der Isar. 1992 wurde er emeritiert.